# 1992–1993-as négysánc-verseny
A 1992–1993-as négysánc-verseny, az 1992–1993-as síugró-világkupa részeként került megrendezésre, melyet hagyományosan Oberstdorfban, Garmisch-Partenkirchenben (Németország), valamint Innsbruckban és Bischofshofenben (Ausztria) tartottak 1992. december 30. és 1993. január 6. között.
A torna győztese az osztrák Andreas Goldberger lett, megelőzve a japán Kaszai Noriakit és a cseh Jaroslav Sakalát.

## Eredmények
| Dátum              | Helyszín               | Sánc                             | Győztes            | Második            | Harmadik           |
| ------------------ | ---------------------- | -------------------------------- | ------------------ | ------------------ | ------------------ |
| 1992. december 30. | Oberstdorf             | Schattenbergschanze K-115        | Christof Duffner   | Andreas Goldberger | Kaszai Noriaki     |
| 1993. január 1.    | Garmisch-Partenkirchen | Große Olympiaschanze K-115       | Kaszai Noriaki     | Jens Weißflog      | Andreas Goldberger |
| 1993. január 4.    | Innsbruck              | Bergiselschanze K-110            | Andreas Goldberger | Jaroslav Sakala    | Kaszai Noriaki     |
| 1993. január 6.    | Bischofshofen          | Paul-Ausserleitner-Schanze K-120 | Andreas Goldberger | Kaszai Noriaki     | Didier Mollard     |

## Végeredmény
Összetett végeredmény
| Helyezés | Név                | Pontok |
| -------- | ------------------ | ------ |
| 1        | Andreas Goldberger | 920.8  |
| 2        | Kaszai Noriaki     | 898.7  |
| 3        | Jaroslav Sakala    | 854.6  |
| 4        | Harada Maszahiko   | 828.4  |
| 5        | Vesa Hakala        | 823.4  |
| 6        | Christof Duffner   | 818.9  |
| 7        | Werner Haim        | 816.7  |
| 8        | Jens Weißflog      | 814.7  |
| 9        | Werner Rathmayr    | 799.8  |
| 10       | Heinz Kuttin       | 799.7  |